# Monodonta labio
Monodonta labio là một loài ốc biển, là động vật thân mềm chân bụng sống ở biển thuộc họ Trochidae, họ ốc đụn.
Chiều dài của kích thước vỏ dao động từ 15 mm đến 45 mm. Vỏ nặng nề và thô. 